# Karakalpak
El karakalpak és una llengua turquesa parlada per més de 400.000 persones principalment a la República d'uzbeka del Karakalpakistan. Té més relació amb el kazakh que amb l'uzbek. El karakalpak és considerat dialecte del kazakh però va arribar a llengua literària (escrita) el 1925 (en escriptura àrab, canviada el 1928 a l'alfabet llatí i el 1940 als caràcters ciríl·lics.

## Classificació
El Karakalpak és una llengua que forma part de la branca kiptxak de les llengües turqueses, la qual inclou el Tàtar, el Kumyk, el Nogai, i el Kazakh. A causa de la proximitat amb l'Uzbek, el Karakalpak ha rebut molta influència d'aquesta llengua en el vocabulari i la gramàtica.
El karakalpak té Harmonia vocàlica, és una llengua aglutinant i no té gènere gramatical. L'ordre sintàctic habitual és Subjecte+Objecte+Verb.

## Distribució geogràfica
El Karakalpak es parla principalment a Karakalpakistan, una república autònoma de l'Uzbekistan, que integra les regions de Qoraqalpog iston, Navoiy, Buxoro i Xorazm, com també a la baixa Amu Darya, al sud del mar d'Aral. També hi ha uns 2.000 parlants a Afganistan i un nombre menor a la diàspora a Rússia, el Kazakhstan, Turquia, i altres parts del món.

### Ús i vitalitat de la llengua
El Karakalpak té estatus de llengua oficial a la República Autònoma de Karakalpakistan segons la Llei de llengües oficials de 1995, 3561-XI, Article 3. Està classificat en el nivell 5 a l'escala EGIDS (en desenvolupament). De fet, dels 1.200.000 habitants de Karakalpakistan, el karakalpak és la llengua materna d'un terç de la població, aproximadament, que està constituïda en conjunt per diferents ètnies: usbecs, kazakhs, turcmans i russos, entre d'altres.

### Dialectes
Segons l'Ethnologue té dos dialectes: el Karakalpak del nord-est i el Karakalpak del sud-oest. Karl Heinrich Menges menciona un possible tercer dialecte parlat a la vall de Fergana. El dialecte del sud-oest es caracteritza pel so  [č] en lloc del [š]  del dialecte del nord-est.

## Fonologia
El Karakalpak té 21 fonemes consonàntics propis i quatre fonemes al·lòctons usats regularment en manlleus. En el quadre següent s'indiquen els fonemes al·lòctons entre parèntesis.

Sistema vocàlic del Karakalpak

|             | Labials | Labials | Alveolars | Alveolars | Palatals | Palatals | Velars | Velars | Uvulars | Uvulars | Glotals | Glotals |
| ----------- | ------- | ------- | --------- | --------- | -------- | -------- | ------ | ------ | ------- | ------- | ------- | ------- |
| Nasals      | m       | m       | n         | n         |          |          | ŋ      | ŋ      |         |         |         |         |
| Oclusives   | p       | b       | t         | d         |          |          | k      | ɡ      | q       |         |         |         |
| Africades   |         |         | (t͡s)      |           | (t͡ʃ)     |          |        |        |         |         |         |         |
| Fricatives  | (f)     | (v)     | s         | z         | ʃ        | ʒ        | x      | ɣ      |         |         | h       |         |
| Vibrants    |         |         | r         | r         |          |          |        |        |         |         |         |         |
| Aproximants |         |         | l         | l         | j        | j        | w      | w      |         |         |         |         |

### Harmonia vocàlica
L'harmonia vocàlica en Karakalpak és més funcional que en altres llengües turqueses. Els mots manllevats del rus o d'altres llengües no acostumen a presentar aquest fenomen; però el lèxic autòcton del karakalpak habitualment segueix aquestes normes de l'harmonia vocàlica:
| Vocal | Pot anar seguida per: |
| ----- | --------------------- |
| a     | a, ɯ                  |
| æ     | e, i                  |
| e     | e, i                  |
| i     | e, i                  |
| o     | a, o, u, ɯ            |
| œ     | e, i, œ, y            |
| u     | a, o, u               |
| y     | e, œ, y               |
| ɯ     | a, ɯ                  |

## Vocabulari

### Pronoms personals
| Persona   | Karakalpak | Traducció  |
| --------- | ---------- | ---------- |
| 1a sing   | men        | jo         |
| 2a sing   | sen        | tu         |
| 3a sing   | ol         | ell/ella   |
| 1a plural | biz        | nosaltres  |
| 2a plural | siz        | vosaltres  |
| 3a plural | olar       | ells/elles |

### Nombres
bir 1, eki 2, uʻsh 3, toʻrt 4, bes 5, altiʻ 6, jeti 7, segiz 8, togʻiʻs 9, on 10, juʻz 100, miʻnʻ 1000

## Sistema d'escriptura

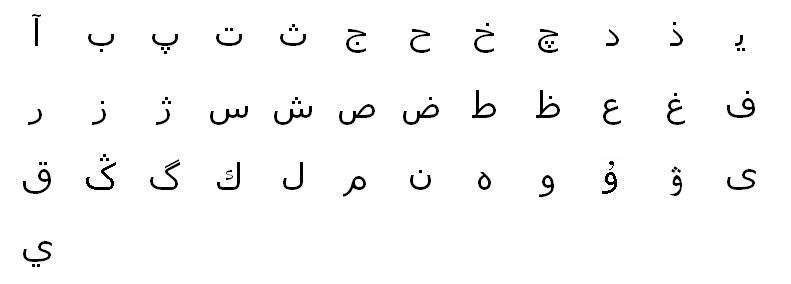
Alfabet aràbic baixkir

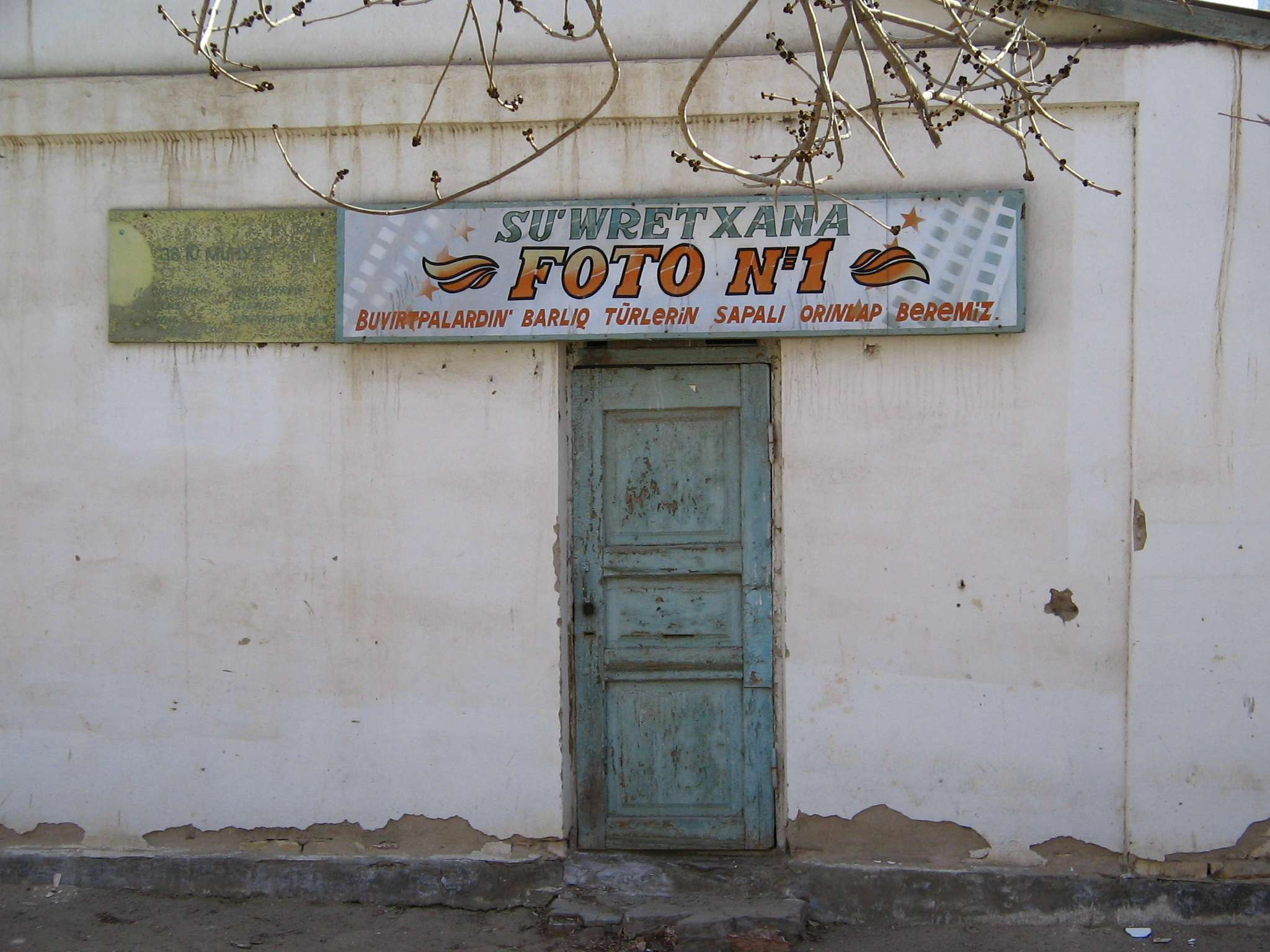
Cartell d'un laboratori fotogràfic a Nukus escrit en Karakalpak amb caràcters de l'alfabet llatí (març de 2006)

Fins al 1928 el karakalpak va utilitzar l'alfabet àrab i la seva variant de l'Alfabet persa per ser reperesentat en l'escriptura. A partir de 1928 va utilitzar l'alfabet llatí (amb caràcters addicionals) fins al 1940. A partir d'aquesta data es va introduir l'ús de l'alfabet ciríl·lic.
Encara que l'ús de l'alfabet llatí, s'ha estès a Taixkent (la capital de l'Uzbekistan), a Karakalpakistán la introducció d'aquest alfabet està essent molt més lenta. A continuació es mostren les equivalències de les grafies en alfabet llatí i ciríl·lic amb els sons del Karakalpak en AFI. Els caràcters ciríl·lics sense equivalència en l'alfabet llatí estan marcats amb asteriscs .
| Ciríl·lic | Llatí | AFI  |  | Ciríl·lic | Llatí | AFI |  | Ciríl·lic | Llatí | AFI  |
| --------- | ----- | ---- |  | --------- | ----- | --- |  | --------- | ----- | ---- |
| Аа        | Aa    | /a/  |  | Ққ        | Qq    | /q/ |  | Фф        | Ff    | /f/  |
| Әә        | Aʻaʻ  | /æ/  |  | Лл        | Ll    | /l/ |  | Хх        | Xx    | /x/  |
| Бб        | Bb    | /b/  |  | Мм        | Mm    | /m/ |  | Ҳҳ        | Hh    | /h/  |
| Вв        | Vv    | /v/  |  | Нн        | Nn    | /n/ |  | Цц        | Cc    | /ts/ |
| Гг        | Gg    | /ɡ/  |  | Ңң        | Nʻnʻ  | /ŋ/ |  | Чч        | CHch  | /tʃ/ |
| Ғғ        | Gʻgʻ  | /ɣ/  |  | Оо        | Oo    | /o/ |  | Шш        | SHsh  | /ʃ/  |
| Дд        | Dd    | /d/  |  | Өө        | Oʻoʻ  | /œ/ |  | Щщ*       | sh    | /ʃ/  |
| Ее        | Ee    | /e/  |  | Пп        | Pp    | /p/ |  | Ъъ*       |       |      |
| Ёё*       | yo    | /jo/ |  | Рр        | Rr    | /r/ |  | Ыы        | Iʻiʻ  | /ɯ/  |
| Жж        | Jj    | /ʒ/  |  | Сс        | Ss    | /s/ |  | Ьь*       |       |      |
| Зз        | Zz    | /z/  |  | Тт        | Tt    | /t/ |  | Ээ        | Ee    | /e/  |
| Ии        | Ii    | /i/  |  | Уу        | Uu    | /u/ |  | Юю*       | yu    | /ju/ |
| Йй        | Yy    | /j/  |  | Үү        | Uʻuʻ  | /y/ |  | Яя        | ya    | /ja/ |
| Кк        | Kk    | /k/  |  | Ўў        | Ww    | /w/ |  |           |       |      |

Abans de 2009, la C s'escrivia com a TS; la I i la Iʻ s'escrivien com a i amb punt (/i/) i I sense punt (/ɯ/), com en el turc.